# Xylophanes agilis
Xylophanes agilis är en fjärilsart som beskrevs av Adolf G. Closs 1916. Xylophanes agilis ingår i släktet Xylophanes och familjen svärmare. Inga underarter finns listade i Catalogue of Life.